# Franklin Azzi
 (novembre 2022).
Il peut être nécessaire de l'améliorer pour respecter le principe de neutralité de point de vue. Veuillez consulter la page de discussion pour plus de détails.

 (septembre 2022).
Si vous disposez d'ouvrages ou d'articles de référence ou si vous connaissez des sites web de qualité traitant du thème abordé ici, merci de compléter l'article en donnant les références utiles à sa vérifiabilité et en les liant à la section « Notes et références ».
 (octobre 2022).
Pour les articles homonymes, voir Azzi.
Franklin Azzi, né le 12 août 1975 à Paris, est un architecte, architecte d'intérieur et designer français.

## Biographie
Franklin Azzi est né à Paris, d'une famille originaire des rives de la Méditerranée. Il est diplômé de l'école spéciale d'architecture, une école d'architecture privée, en 2001.
Il commence sa carrière chez Frédéric Borel Architecte, puis il devient architecte rattaché à l'ambassade française d'Ankara (Turquie) et de New Delhi (Inde), de 2001 à 2002.
En 2006, il crée sa propre agence, Franklin Azzi Architecture.
Il intègre l'album des jeunes architectes et paysagistes (Ajap) en 2008 et fonde Franklin Azzi Design en 2014, en association avec Noémie Goddard.
En 2016, Franklin Azzi constitue un groupement d’architectes avec ChartierDalix Architectes et Hardel Le Bihan Architectes qui remporte le concours international Demain Montparnasse visant à rénover la tour Montparnasse,,.

## Activité
Franklin Azzi intervient sur des projets de la très grande à la très petite échelle, commandes publiques ou privées, en France ou à l’international,.
Il s’inscrit dans l’héritage du philosophe et urbaniste Paul Virilio, dont il est un ancien élève,.

## Architecture d’intérieur et design
Franklin Azzi accorde une grande place à l’architecture d’intérieur et au design,.
À l'étranger, il conçoit des espaces des marques de mode telles que Bali Barret (Tokyo).
Il dessine et édite des objets, comme la Lampe Feather Light pour la Maison Dentsu ou la poignée de porte LIM en collaboration avec PBA et Dimitri Sautier.
En 2020, il conçoit le pavillon du toit terrasse des Galeries Lafayette, une structure démontable et amovible.
En 2021, il crée, pour la marque de haute couture chinoise EP Yaying, un programme d’espaces et de mobilier faisant appel à la culture et aux savoir-faire traditionnels chinois dans une écriture contemporaine.
En 2022, André Terrail, propriétaire de La Tour d’Argent, lui confie le projet de réhabilitation et de transformation de son restaurant. La même année, Renault lui confie la rénovation de l’atelier Renault des Champs-Élysées.

## Sinistre du projet Messager à Paris en juillet 2025
Son projet d'immeuble bas-carbone et en structure bois Messager, réalisé en partenariat avec l'agence Hame, est détruit par un incendie le 15 juillet 2025.

## Distinctions
En 2008, Franklin Azzi est lauréat des NAJA – Nouveaux Albums de la Jeune Architecture, récompense décernée par le Ministère de la Culture et de la Communication français depuis 1980.
En 2019, il est nommé chevalier de l’ordre des Arts et des Lettres.
En 2021 et 2022, il est nommé par AD100 parmi les cent créateurs les plus en vue de l'année, publiée par le magazine AD.
De 2020 à 2022, il est désigné Créateur de l'année par le salon Maison&Objet,.
- Chevalier de l'ordre des Arts et des Lettres (2019)[22]
- Chevalier de l'ordre national du Mérite (2024)